# Hibernische Inseln
Hibernische Inseln (engl. Hibernian Range) ist ein 1812 von Abraham Bristow geprägter Sammelname für die Inseln des Bismarck-Archipels, die die großen Inseln Neuirland (ehedem Neumecklenbug) und Lavongai (ehedem Neuhannover) im Osten und Norden in einem Abstand von 25 bis 125 Kilometer und über eine Länge von rund 630 Kilometer begleiten, von den Green Islands im Südosten bis zu den St.-Matthias-Inseln im Nordwesten.
Folgende Inseln bzw. Inselgruppen wurden zu den Hibernischen Inseln gerechnet (von Südosten nach Nordwesten):
- Green Islands (Nissan und Pinipel)
- Feni-Inseln
- Tanga-Inseln
- Lihir-Inseln
- Tabar-Inseln
- Tench (ehedem Sturminsel)
- St.-Matthias-Inseln (u. a. mit Mussau und Emirau)[2]

Der mittlere Teil ist bekannt als Tabar-Lihir-Tanga-Feni-Inselkette.